# Alexandre Thibaut
Pour les articles homonymes, voir Thibault.
Anne Alexandre Marie Thibault, né le 8 septembre 1749 à Ervy-le-Châtel (Aube) et mort le 26 février 1813 à Paris, est un prêtre, curé rouge et un député favorable à la Constitution civile du clergé.

## Biographie
En 1789, Alexandre Thibault, alors curé de la paroisse Saint-Clair de Souppes-sur-Loing, est élu représentant du clergé pour le bailliage de Nemours lors des États généraux. Il adhère au club des Jacobins.
Alexandre Thibault prête serment à la constitution civile du clergé. En 1791, il est élu évêque constitutionnel du diocèse de Cantal. 
La monarchie constitutionnelle mise en place par la constitution du 3 octobre 1791 prend fin à l'issue de la journée du 10 août 1792 : les bataillons de fédérés bretons et marseillais et les insurgés des faubourgs de Paris prennent le palais des Tuileries. Louis XVI est suspendu et incarcéré à la tour du Temple. 
En septembre 1792, Alexandre Thibault est élu député du département du Cantal, le premier sur huit, à la Convention nationale.
Il siège sur les bancs de la Plaine. Lors du procès de Louis XVI, il vote la détention et se prononce en faveur de l'appel au peuple et du sursis à l'exécution de la peine. En avril 1793, il est absent lors du scrutin sur la mise en accusation de Jean-Paul Marat. Celui-ci le dénonce cependant, un mois plus tard dans son journal, comme « membre de la faction des hommes d’État ». En mai, il vote en faveur du rétablissement de la Commission des Douze. 
Le 23 brumaire an II- 13 novembre 1793 Thibault est admis au Comité d’agriculture et de commerce.  Le 8 frimaire (28 novembre), il renonce à ses fonctions ecclésiastiques.   
Sous le Directoire, Alexandre Thibault est élu député du Conseil des Cinq-Cents. Après cette date, il devient régisseur des Octrois de Paris. Le département de Loir-et-Cher l'élit à nouveau au Conseil des Cinq-Cents en 1799. Il favorise le coup d'État du 18 brumaire et est nommé membre du Tribunat. Sa franchise déplaît au Premier Consul et il est obligé de démissionner.
Il meurt à Paris le 26 février 1813.